# Чемпионат мира по настольному теннису 2021
Чемпионат мира по настольному теннису 2021 года — 56-й чемпионат мира по настольному теннису под эгидой ITTF, который проходил с 23 по 29 ноября в Хьюстоне (США) . На чемпионате были разыграны пять комплектов медалей: в мужском и женском одиночных разрядах, в мужском и женском парных разрядах, а также в миксте.
Европейцы стали чемпионами мира в любом разряде впервые с 2003 года, а в мужском парном — впервые с 1991 года.

## Организация чемпионата

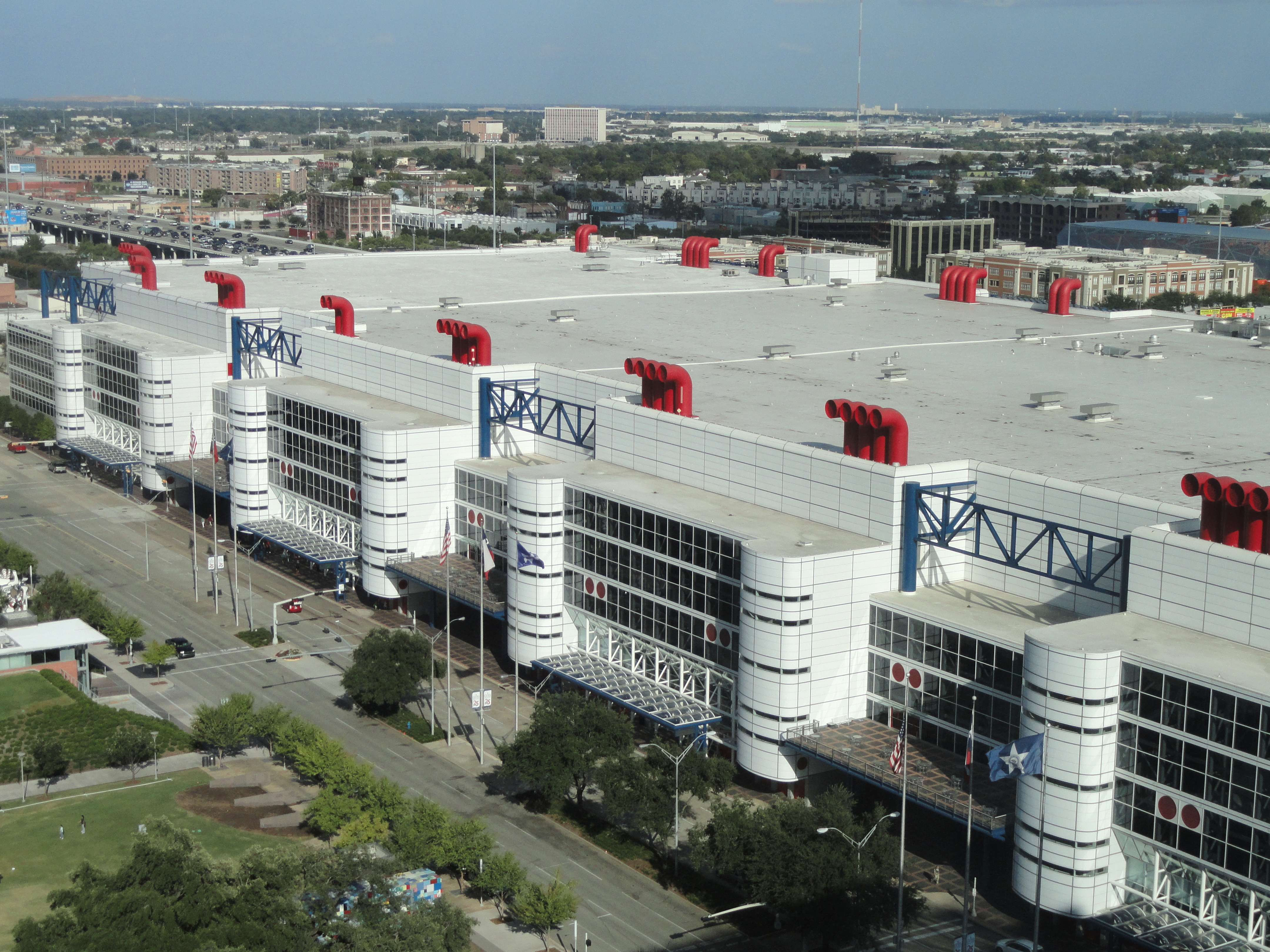
George R. Brown Convention Center - Houston, Texas

В мае 2018 года ITTF объявила, что с 2021 года Чемпионат мира по настольному теннису будет проходить в новом формате. Сначала будут проводиться региональные и континентальные стадии отбора, а затем по итогам отбора лучшие 128 мужчин и женщин в одиночных соревнованиях, лучшие 64 мужские и женские пары, и лучшие 128 смешанных пар примут участие в «финалах чемпионата мира по настольному теннису».
В марте 2019 года ITTF сообщила, что на проведение финалов чемпионата мира 2021 года претендуют два города — Агадир (Марокко) и Хьюстон (США). Ещё через месяц было сообщено, что право на проведение финалов выиграл Хьюстон.
Помимо изменения формата соревнований это будет первый случай в истории ITTF когда финалы чемпионата мира пройдут за пределами Европы и Азии.
В декабре 2020 года ITTF объявила, что в связи с переносом летних Олимпийских игр 2020 на 2021 год чемпионат мира 2021 года будет проведен только после Олимпийских игр.
В апреле 2021 года ITTF объявила окончательные даты проведения чемпионата — с 23 по 29 ноября 2021 года.

## Результаты чемпионата

### Медалисты
| Разряд                   | Золото                                     | Серебро                                      | Бронза                                     |
| ------------------------ | ------------------------------------------ | -------------------------------------------- | ------------------------------------------ |
| Мужской одиночный разряд | Фань Чжэньдун Китай                        | Трульс Мёрегорд Швеция                       | Лян Цзинкунь Китай                         |
| Мужской одиночный разряд | Фань Чжэньдун Китай                        | Трульс Мёрегорд Швеция                       | Тимо Болль Германия                        |
| Женский одиночный разряд | Ван Маньюй Китай                           | Сунь Инша Китай                              | Чэнь Мэн Китай                             |
| Женский одиночный разряд | Ван Маньюй Китай                           | Сунь Инша Китай                              | Ван Иди Китай                              |
| Мужские пары             | Швеция · Кристиан Карлссон · Маттиас Фальк | Республика Корея · Чан У Джин · Lim Jonghoon | Китай · Лян Цзинкунь · Линь Гаоюань        |
| Мужские пары             | Швеция · Кристиан Карлссон · Маттиас Фальк | Республика Корея · Чан У Джин · Lim Jonghoon | Япония · Юкия Уда · Сунсукэ Тогами         |
| Женские пары             | Китай · Ван Маньюй · Сунь Инша             | Япония · Мима Ито · Хина Хаята               | Люксембург · Ни Сялянь · Сара де Нутте     |
| Женские пары             | Китай · Ван Маньюй · Сунь Инша             | Япония · Мима Ито · Хина Хаята               | Китай · Чэнь Мэн · Цянь Тяньи              |
| Смешанный разряд         | Китай · Ван Чуцинь · Сунь Инша             | Япония · Томокадзу Харимото · Хина Хаята     | Китайский Тайбэй · Линь Юньжу · Чжэн Ицзин |
| Смешанный разряд         | Китай · Ван Чуцинь · Сунь Инша             | Япония · Томокадзу Харимото · Хина Хаята     | Линь Гаоюань Лили Чжан                     |

### Общий зачет по странам
| Место | Страна           | Золото | Серебро | Бронза | Всего |
| ----- | ---------------- | ------ | ------- | ------ | ----- |
| 1     | Китай            | 4      | 1       | 5,5    | 10,5  |
| 2     | Швеция           | 1      | 1       | 0      | 2     |
| 3     | Япония           | 0      | 2       | 1      | 3     |
| 4     | Республика Корея | 0      | 1       | 0      | 1     |
| 5     | Китайский Тайбэй | 0      | 0       | 1      | 1     |
| 5     | Германия         | 0      | 0       | 1      | 1     |
| 5     | Люксембург       | 0      | 0       | 1      | 1     |
| 8     | США              | 0      | 0       | 0,5    | 0,5   |
| Всего | Всего            | 5      | 5       | 10     | 20    |